# Gili Trawangan (ort)
Gili Trawangan är en ort i Indonesien. Den ligger i den sydvästra delen av landet, 1 000 km öster om huvudstaden Jakarta. Gili Trawangan ligger 9 meter över havet och antalet invånare är 1 500. Den ligger på ön Gili Trawangan.
Terrängen runt Gili Trawangan är platt österut, men åt sydost är den kuperad. Närmaste större samhälle är Gili Air, 5,1 km öster om Gili Trawangan. 